# Ragnar Malm
Karl Oskar Ragnar Malm (ur. 14 maja 1893 w Sztokholmie, zm. 30 marca 1959 w Uppsali) – szwedzki kolarz szosowy i torowy, trzykrotny medalista olimpijski.

## Kariera
Największy sukces w karierze Ragnar Malm osiągnął w 1912 roku, kiedy wspólnie z Erikiem Friborgiem, Axelem Perssonem i Algotem Lönnem zdobył złoty medal w drużynowej jeździe na czas podczas igrzysk olimpijskich w Sztokholmie. Po przerwie spowodowanej I wojną światową wystartował na igrzyskach olimpijskich w Antwerpii w 1920 roku, gdzie razem z Harrym Stenqvistem, Axelem Perssonem i Sigfridem Lundbergiem zdobył w drużynie srebrny medal. Ostatni medal międzynarodowej imprezy zdobył podczas igrzysk olimpijskich w Paryżu w drużynie z Gunnarem Sköldem i Erikiem Bohlinem zajmując trzecie miejsce. Na wszystkich trzech igrzyskach Szwed startował również indywidualnie, zajmując odpowiednio ósmą, siódmą i siedemnasta pozycję. Ponadto wielokrotnie zdobywał medale mistrzostw kraju, zarówno w kolarstwie szosowym jak i torowym. Nigdy jednak nie zdobył medalu na szosowych ani torowych mistrzostwach świata.